# دنيس وارد
دنيس وارد (بالإنجليزية: Dennis Ward)‏ هو عازف باس ومنتج أسطوانات أمريكي، ولد في 22 نوفمبر 1967 في دالاس في الولايات المتحدة.

## وصلات خارجية
- الموقع الرسمي
- دنيس وارد على موقع ميوزك برينز (الإنجليزية)
- دنيس وارد على موقع أول ميوزيك (الإنجليزية)
- دنيس وارد على موقع ديسكوغز (الإنجليزية)